# Uvularia puberula
Uvularia puberula là một loài thực vật có hoa trong họ Măng tây. Loài này được Michx. miêu tả khoa học đầu tiên năm 1803.